# SN 1999cj
SN 1999cj – supernowa typu Ia odkryta 17 kwietnia 1999 roku w galaktyce A101402-0014. W momencie odkrycia miała maksymalną jasność 22,00m.